# Liste der Kunstwerke im öffentlichen Raum in Graz/St. Leonhard
Diese Liste der Kunstwerke im öffentlichen Raum in Graz/St. Leonhard enthält die auf „OFFSITE_GRAZ“ (Oeffentliche Kunst seit fuenfundvierzig) gelisteten permanenten Kunstwerke im öffentlichen Raum (Public Art) im Grazer Stadtbezirk St. Leonhard. OFFSITE_GRAZ wurde im Auftrag der Stadt Graz, in Koordination mit dem Kulturamt, entwickelt und umfasst einen Zeitraum bis 2011.

## Profane Kunstwerke
| Foto |                 | Name                                               | Typ     | Standort                                                                                                   | Künstler                                          | Datierung | Beschreibung                                                                                                 | Metadaten                |
| ---- | --------------- | -------------------------------------------------- | ------- | --- | ------------------------------------------------- | --------- | --- | ------------------------ |
| BW   | Datei hochladen | Mahnzeichen 1938/83 ID: 911                        | Denkmal | Alberstraße/Maiffredygasse Standort                                                                        | Fedo Ertl                                         | 1983      | | Standort: Sankt Leonhard |
| BW   | Datei hochladen | Wandgestaltung ID: 1248                            |         | Universität für Musik und darstellende Kunst, Brandhofgasse 5 Standort                                     | Fritz Panzer                                      | 1992      | | Standort: Sankt Leonhard |
| BW   | Datei hochladen | Ohne Titel ID: 1316                                |         | Universität für Musik und darstellende Kunst (Hörsaalfoyer), Brandhofgasse 5 Standort                      | Fritz Riedl                                       | 1992      | | Standort: Sankt Leonhard |
| ja   | Datei hochladen | AKKORD (Vier-Hosen-Plastik) ID: 1520               |         | Universität für Musik und darstellende Kunst, Neubau, Eingangs-Freibereich, Brandhofgasse 21 Standort      | Erwin Wurm                                        | 1992      | | Standort: Sankt Leonhard |
| ja   | Datei hochladen | Wortwasserfall ID: 1156                            |         | Literaturhaus, Hof, Elisabethstraße 30 Standort                                                            | Gerhard Melzer, Stefan Schwar, Alexander Kada     | 2003      | | Standort: Sankt Leonhard |
| BW   | Datei hochladen | loop ID: 1325                                      |         | Landesberufsschule 6 (Berufsschulzentrum Graz-St. Peter), Hans-Brandstetter-Gasse 8 Standort               | Constanze Ruhm                                    | 2000      | | Standort: Sankt Leonhard |
| ja   | Datei hochladen | Couplet: Stahl -Tanne ID: 1454                     |         | Landesberufsschule 6, Turnhalle, Vorplatz, Hans-Brandstetter-Gasse 8 Standort                              | Gustav Troger                                     | 1989      | | Standort: Sankt Leonhard |
| BW   | Datei hochladen | König ID: 1168                                     |         | STEWEAG, Foyer, Leonhardgürtel 10 Standort                                                                 | Gerhardt Moswitzer                                |           | | Standort: Sankt Leonhard |
| BW   | Datei hochladen | Energie ID: 1350                                   |         | STEWEAG, Foyer, Leonhardgürtel 10 Standort                                                                 | Fritz Silberbauer                                 | 1957      | | Standort: Sankt Leonhard |
| ja   | Datei hochladen | Hugo Wolf ID: 965                                  | Denkmal | Universität für Musik und darstellende Kunst, Palais Meran, Park Brandhofgasse, Leonhardstraße 15 Standort | Wilhelm Gösser                                    | 1945      | | Standort: Sankt Leonhard |
| ja   | Datei hochladen | Denkmäler für Schönberg, Berg, Webern ID: 1101     | Denkmal | Universität für Musik und darstellende Kunst, Palais Meran, Park Brandhofgasse, Leonhardstraße 15 Standort | Katja Krusche                                     | 1998/99   | | Standort: Sankt Leonhard |
| ja   | Datei hochladen | Anton Bruckner ID: 1381                            | Denkmal | Universität für Musik und darstellende Kunst, Palais Meran, Park Brandhofgasse, Leonhardstraße 15 Standort | Wolfgang Skala                                    |           | | Standort: Sankt Leonhard |
| ja   | Datei hochladen | Franz Liszt ID: 1382                               | Denkmal | Universität für Musik und darstellende Kunst, Palais Meran, Park Brandhofgasse, Leonhardstraße 15 Standort | Wolfgang Skala                                    |           | | Standort: Sankt Leonhard |
| ja   | Datei hochladen | Raumpartitur ID: 1116                              |         | Universität für Musik und darstellende Kunst, Vorplatz, Leonhardstraße 15 Standort                         | Gerhard Lojen                                     | 1987      | | Standort: Sankt Leonhard |
|      | Datei hochladen | Installation ID: 1263                              |         | Baubezirksamt, Stiegenhaus, Leonhardstraße 84                                                              | Ferdinand Penker                                  | 1991      | | Standort: Sankt Leonhard |
| BW   | Datei hochladen | Wetterwand ID: 863                                 |         | Technische Universität, Erschließungshalle, Lessingstraße 25 Standort                                      | Christian Ludwig Attersee                         | 1993      | | Standort: Sankt Leonhard |
| ja   | Datei hochladen | Prof. R. Kiss Stiegengalerie ID: 1070              |         | Merangasse 45 Standort                                                                                     | Rudolf Kiss                                       |           | | Standort: Sankt Leonhard |
|      | Datei hochladen | Korsage/Patchwork ID: 907                          |         | Universität, Institutsgebäude Merangasse, Erschließungshalle, Merangasse 70                                | Manfred Erjautz, Michael Kienzer                  | 1994      | | Standort: Sankt Leonhard |
| ja   | Datei hochladen | Lebensrad ID: 1375                                 |         | Morellenfeldgasse 26 Standort                                                                              | Alexander Silveri                                 | 1955      | Siehe auch 1376                                                                                              | Standort: Sankt Leonhard |
| ja   | Datei hochladen | Fassadengestaltung ID: 1270                        |         | Morellenfeldgasse 35 Standort                                                                              | Oskar Pfob                                        | 1968      | | Standort: Sankt Leonhard |
| BW   | Datei hochladen | Maria mit Kindern ID: 1387                         |         | St. Angela-Heim, Vestibül, Naglergasse 19 Standort                                                         | Wolfgang Skala                                    | 1967      | | Standort: Sankt Leonhard |
| ja   | Datei hochladen | Lebenssonne ID: 1376                               |         | Naglergasse 22 Standort                                                                                    | Alexander Silveri                                 | 1955      | Siehe auch 1375                                                                                              | Standort: Sankt Leonhard |
| BW   | Datei hochladen | Fassadengestaltung ID: 989                         |         | Luisenheim, Odilienweg 10-12 Standort                                                                      | Toni Hafner                                       | 1960      | An der Stelle des Luisenheims steht ein neuer Wohnbau. Die Fassadengestaltung wurde wahrscheinlich zerstört. | Standort: Sankt Leonhard |
| ja   | Datei hochladen | Stab-Stollen ID: 914                               |         | Technische Universität, Biochemie, Petersgasse 12 Standort                                                 | Fedo Ertl, Eva Schmeiser-Cadia, Eduard Winklhofer | 1991      | | Standort: Sankt Leonhard |
| BW   | Datei hochladen | Totentanz ID: 888                                  |         | Evangelischer Stadtfriedhof St. Peter, Auferstehungshalle, Petersgasse 57 Standort                         | Gerald Brettschuh                                 | 2002      | | Standort: Sankt Leonhard |
|      | Datei hochladen | Fassadengestaltung ID: 1663                        |         | Plüddemanngasse                                                                                            | Oskar Pfob                                        | 1974      | | Standort: Sankt Leonhard |
| ja   | Datei hochladen | Duo (Der Komponist und Geiger Plüddemann) ID: 1225 |         | Plüddemanngasse 50 Standort                                                                                | Wilma Niedermayr-Schalk                           | 1967      | | Standort: Sankt Leonhard |
| BW   | Datei hochladen | Hl. Christophorus ID: 1378                         |         | Kreuzung, Plüddemanngasse, Waltendorfer Hauptstraße Standort                                               | Wolfgang Skala                                    | 1949      | | Standort: Sankt Leonhard |
| ja   | Datei hochladen | St. Florian ID: 1220                               |         | Rechbauerstraße 54 Standort                                                                                | Wilma Niedermayr-Schalk                           | 1960      | | Standort: Sankt Leonhard |
| ja   | Datei hochladen | Zwergenviertel ID: 1227                            |         | Zwerggasse 22 Standort                                                                                     | Wilma Niedermayr-Schalk                           | 1969      | | Standort: Sankt Leonhard |

## Sakrale Kunstwerke
| Foto |                 | Name | Typ | Standort                                                                                    | Künstler            | Datierung | Beschreibung                                                                                                 | Metadaten                |
| ---- | --------------- | --- | --- | ------------------------------------------------------------------------------------------- | ------------------- | --------- | --- | ------------------------ |
| BW   | Datei hochladen | Altar, Taufbecken und Ambo ID: 1015 HERIS-ID: 51187 Objekt-ID: 56786                                                                                        |     | Evangelische Heilandskirche, Kaiser-Josef-Platz 9 Standort                                  | Werner Hollomey     | 1992      | | Standort: Sankt Leonhard |
| BW   | Datei hochladen | Glasfensterzyklus ID: 1426 HERIS-ID: 51187 Objekt-ID: 56786                                                                                                 |     | Evangelische Heilandskirche, Kaiser-Josef-Platz 9 Standort                                  | Edith Temmel        | 1993      | | Standort: Sankt Leonhard |
| ja   | Datei hochladen | Altar, Ambo, Tabernakel ID: 1107 HERIS-ID: 51215 Objekt-ID: 56819                                                                                           |     | Pfarrkirche St. Leonhard, Leonhardplatz 12 Standort                                         | Karl Lebwohl        | 1962      | | Standort: Sankt Leonhard |
| ja   | Datei hochladen | Kruzifix ID: 1368 HERIS-ID: 51215 Objekt-ID: 56819 |     | Pfarrkirche St. Leonhard, Leonhardplatz 12 Standort                                         | Alexander Silveri   | 1962 (?)  | | Standort: Sankt Leonhard |
|      | Datei hochladen | Segnender Christus ID: 1036 HERIS-ID: 51215 Objekt-ID: 56819                                                                                                |     | Pfarrkirche St. Leonhard, Chor, Leonhardplatz 12                                            | Erwin Huber         | 1962      | Die Figur steht anscheinend nicht mehr in der Kirche.                                                        | Standort: Sankt Leonhard |
| ja   | Datei hochladen | 12 Apostel ID: 1261 HERIS-ID: 51215 Objekt-ID: 56819 |     | Pfarrkirche St. Leonhard, O-Neubau, Leonhardplatz 12 Standort                               | Josef Papst         | 1962      | | Standort: Sankt Leonhard |
| BW   | Datei hochladen | Kreuzweg ID: 990 |     | Frauenheim der Schwestern vom Heiligen Kreuze, Messkapelle, Leonhardstraße 133 Standort     | Toni Hafner         | um 1966   | Das Frauenheim wurde umgebaut und beherbergt Wohnungen. Auch die Kapelle scheint umgebaut worden zu sein.    | Standort: Sankt Leonhard |
| ja   | Datei hochladen | Herz Mariä ID: 871 HERIS-ID: 51379 Objekt-ID: 57021 |     | Münzgrabenkirche, Münzgrabenstraße 61 Standort                                              | Franz d. J. Barwig  | 1954      | | Standort: Sankt Leonhard |
| ja   | Datei hochladen | Kanzelkorb mit Evangelistensymbolen, Hl. Dominikus ID: 1136 HERIS-ID: 51379 Objekt-ID: 57021                                                                |     | Münzgrabenkirche, Münzgrabenstraße 61 Standort                                              | Ulf Mayer           | 1955      | | Standort: Sankt Leonhard |
| BW   | Datei hochladen | Glasfenster ID: 1247 HERIS-ID: 51379 Objekt-ID: 57021 |     | Münzgrabenkirche, Münzgrabenstraße 61 Standort                                              | Fritz Panzer        | 1997      | | Standort: Sankt Leonhard |
| BW   | Datei hochladen | Glasgemälde ID: 1324 HERIS-ID: 51379 Objekt-ID: 57021 |     | Münzgrabenkirche, Münzgrabenstraße 61 Standort                                              | Lydia Roppolt       | 1960      | | Standort: Sankt Leonhard |
| ja   | Datei hochladen | Hl. Michael ID: 1457 HERIS-ID: 51379 Objekt-ID: 57021 |     | Münzgrabenkirche, Münzgrabenstraße 61 Standort                                              | Josef Troyer        | 1954      | | Standort: Sankt Leonhard |
| BW   | Datei hochladen | Kreuzweg ID: 1458 HERIS-ID: 51379 Objekt-ID: 57021 |     | Münzgrabenkirche, Münzgrabenstraße 61 Standort                                              | Josef Troyer        | 1955      | | Standort: Sankt Leonhard |
| BW   | Datei hochladen | Anna, Maria, Joachim ID: 1361 HERIS-ID: 51379 Objekt-ID: 57021                                                                                              |     | Münzgrabenkirche, Anna-Kapelle, Münzgrabenstraße 61 Standort                                | Alexander Silveri   | 1955      | | Standort: Sankt Leonhard |
| ja   | Datei hochladen | Heilige des Dominikanerordens ID: 1137 HERIS-ID: 51379 Objekt-ID: 57021                                                                                     |     | Münzgrabenkirche, Brüstung der W-Empore, Münzgrabenstraße 61 Standort                       | Ulf Mayer           | 1955      | | Standort: Sankt Leonhard |
| BW   | Datei hochladen | Glasfenster ID: 898 HERIS-ID: 51379 Objekt-ID: 57021 |     | Münzgrabenkirche, Chor, Münzgrabenstraße 61 Standort                                        | Gunter Damisch      | 1997      | | Standort: Sankt Leonhard |
| BW   | Datei hochladen | Schutzfrau Österreichs ID: 1459 HERIS-ID: 51379 Objekt-ID: 57021                                                                                            |     | Münzgrabenkirche, Chor-Südseite (außen), Münzgrabenstraße 61 Standort                       | Josef Troyer        | 1953      | | Standort: Sankt Leonhard |
| ja   | Datei hochladen | Engelssturz, Satan, Hl. Dreifaltigkeit, Adam und Eva, Hll. Katharina von Siena und Dominikus, christliche Symbole ID: 1460 HERIS-ID: 51379 Objekt-ID: 57021 |     | Münzgrabenkirche, Chorwand, Münzgrabenstraße 61 Standort                                    | Josef Troyer        | 1959      | | Standort: Sankt Leonhard |
| BW   | Datei hochladen | Guter Hirte ID: 873 HERIS-ID: 51379 Objekt-ID: 57021 |     | Münzgrabenkirche, Chorwand (außen), Münzgrabenstraße 61 Standort                            | Franz d. J. Barwig  | 1963      | | Standort: Sankt Leonhard |
| BW   | Datei hochladen | Heilige und Selige des Dominikanerordens ID: 1401 HERIS-ID: 51379 Objekt-ID: 57021                                                                          |     | Münzgrabenkirche, Langhaus, Münzgrabenstraße 61 Standort                                    | Electa Sr. Wehinger | 1955      | | Standort: Sankt Leonhard |
| BW   | Datei hochladen | Das Schiff im Sturm ID: 872 HERIS-ID: 51379 Objekt-ID: 57021                                                                                                |     | Münzgrabenkirche, N-Turm, Münzgrabenstraße 61 Standort                                      | Franz d. J. Barwig  | 1960      | | Standort: Sankt Leonhard |
| BW   | Datei hochladen | Rosenkranzgeheimnisse ID: 874 HERIS-ID: 51379 Objekt-ID: 57021                                                                                              |     | Münzgrabenkirche, Rosarium, Münzgrabenstraße 61 Standort                                    | Franz d. J. Barwig  | 1960      | | Standort: Sankt Leonhard |
| BW   | Datei hochladen | Altarwand ID: 1461 HERIS-ID: 51379 Objekt-ID: 57021 |     | Münzgrabenkirche, Rosarium, Fatima-Kapelle, Münzgrabenstraße 61 Standort                    | Josef Troyer        | 1960      | | Standort: Sankt Leonhard |
| ja   | Datei hochladen | Hl. Joseph, Christus als Samariter ID: 1462 HERIS-ID: 51379 Objekt-ID: 57021                                                                                |     | Münzgrabenkirche, Triumphbogen, Münzgrabenstraße 61 Standort                                | Josef Troyer        | 1960      | | Standort: Sankt Leonhard |
| BW   | Datei hochladen | Flügelaltar ID: 1463 HERIS-ID: 51379 Objekt-ID: 57021 |     | Münzgrabenkirche, Turmkapelle, Münzgrabenstraße 61 Standort                                 | Josef Troyer        | 1963      | | Standort: Sankt Leonhard |
| BW   | Datei hochladen | Reliefs ID: 875 HERIS-ID: 51379 Objekt-ID: 57021 |     | Münzgrabenkirche, Vorhalle, Münzgrabenstraße 61 Standort                                    | Franz d. J. Barwig  | 1962/63   | | Standort: Sankt Leonhard |
| BW   | Datei hochladen | Erzengel Luzifer, Michael, Gabriel, Raphael ID: 1420 |     | Internat der Theresen, Erzengel-Kapelle, Odilienweg 6 Standort                              | Rudolf Szyszkowitz  | 1974      | Am Standort des Internats befindet sich ein Wohnbau. Es ist unklar, ob die Kapelle noch existiert            | Standort: Sankt Leonhard |
| BW   | Datei hochladen | Christkönig-Kruzifix ID: 1499 |     | Internat der Theresen, Erzengel-Kapelle, Odilienweg 6 Standort                              | Franz Weiss         | 1974      | Am Standort des Internats befindet sich ein Wohnbau. Es ist unklar, ob die Kapelle noch existiert            | Standort: Sankt Leonhard |
| BW   | Datei hochladen | Altartriptychon, Kreuzwegbilder ID: 992 |     | Luisenheim, Messkapelle Unbefleckte Empfängnis, Odilienweg 10-12 Standort                   | Toni Hafner         | 1960      | Am Standort des Luisenheims befindet sich ein moderner Wohnbau. Es ist unklar, ob die Kapelle noch existiert | Standort: Sankt Leonhard |
| BW   | Datei hochladen | Kruzifix, Maria mit Kind, Hl. Josef ID: 1033 |     | Herz Jesu Kloster (Sacré Coeur), Klosterkirche, Petersgasse 1-7 Standort                    | Erwin Huber         | 1962      | | Standort: Sankt Leonhard |
| ja   | Datei hochladen | Altar, Ambo, Leuchtergruppe ID: 1446 HERIS-ID: 51208 Objekt-ID: 56810                                                                                       |     | Herz Jesu Kirche, Sparbersbachgasse 58 Standort                                             | Gustav Troger       | 1991      | | Standort: Sankt Leonhard |
| BW   | Datei hochladen | Osterleuchter ID: 1447 HERIS-ID: 51208 Objekt-ID: 56810 |     | Herz Jesu Kirche, Sparbersbachgasse 58 Standort                                             | Gustav Troger       | 2001      | | Standort: Sankt Leonhard |
| BW   | Datei hochladen | Volksaltar, Ambo, Sessio ID: 1441 HERIS-ID: 51208 Objekt-ID: 56810                                                                                          |     | Herz Jesu Kirche, Unterkirche/Ordenskirche vom Heiligen Grab, Sparbersbachgasse 58 Standort | Heinrich Tritthart  | 1988      | | Standort: Sankt Leonhard |

## Ehemalige Kunstwerke
| Foto |                 | Name                   | Typ | Standort                                            | Künstler        | Datierung | Beschreibung                                                           | Metadaten                |
| ---- | --------------- | ---------------------- | --- | --------------------------------------------------- | --------------- | --------- | ---------------------------------------------------------------------- | ------------------------ |
| ja   | Datei hochladen | Urzellensystem ID: 999 |     | STEWEAG, Elisabethstraße/Leonhardgürtel 10 Standort | Fritz Hartlauer | 1971      | Die Skulptur vor dem STEWEAG-Gebäude am Leonhardgürtel wurde abgebaut. | Standort: Sankt Leonhard |

## Quelle
- OFFSITE_GRAZ. Oeffentliche Kunst seit fuenfundvierzig. Abgerufen am 11. März 2018.